# Gara Târgu Mureș
Gara Târgu Mureș (deseori Gara Mare, în maghiară Marosvásárhely vasútállomás, deseori Nagyállomás) este principala stație de cale ferată care deservește municipiul Târgu Mureș. Celelalte două gări din oraș sunt Gara de Nord (sau Gara Mică) din Orașul de Sus și Gara de Sud, situată în vecinătatea combinatului Azomureș.

## Istoric
Gara a fost dată în folosință în anul 1871, odată cu inaugurarea liniei Războieni–Târgu Mureș. În anul 1909 s-a inaugurat linia Târgu Mureș - Deda - Gheorgheni - Miercurea Ciuc - Sfântu Gheorghe - Brașov.

Imagini de epocă
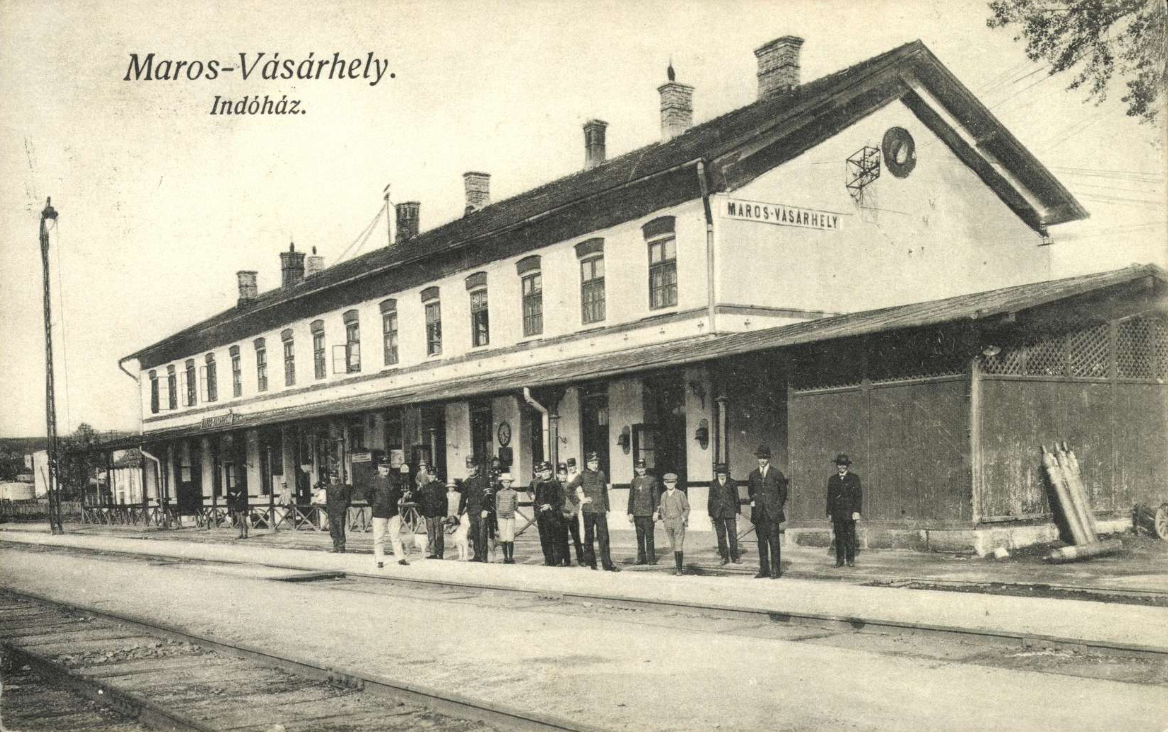
Gara (1915)